# 한번 뿐인 내 인생
한번 뿐인 내 인생(Zindagi Na Milegi Dobara, YOU DON’T GET LIFE A SECOND TIME)은 인도에서 제작된 조야 악타르 감독의 2011년 드라마 영화이다. 리틱 로샨 등이 주연으로 출연하였다.

## 출연

### 주연
- 리틱 로샨
- 파르한 악타르
- 카트리나 카이프
- 아브헤이 데올
- 칼키 코이클린